# BMW F26

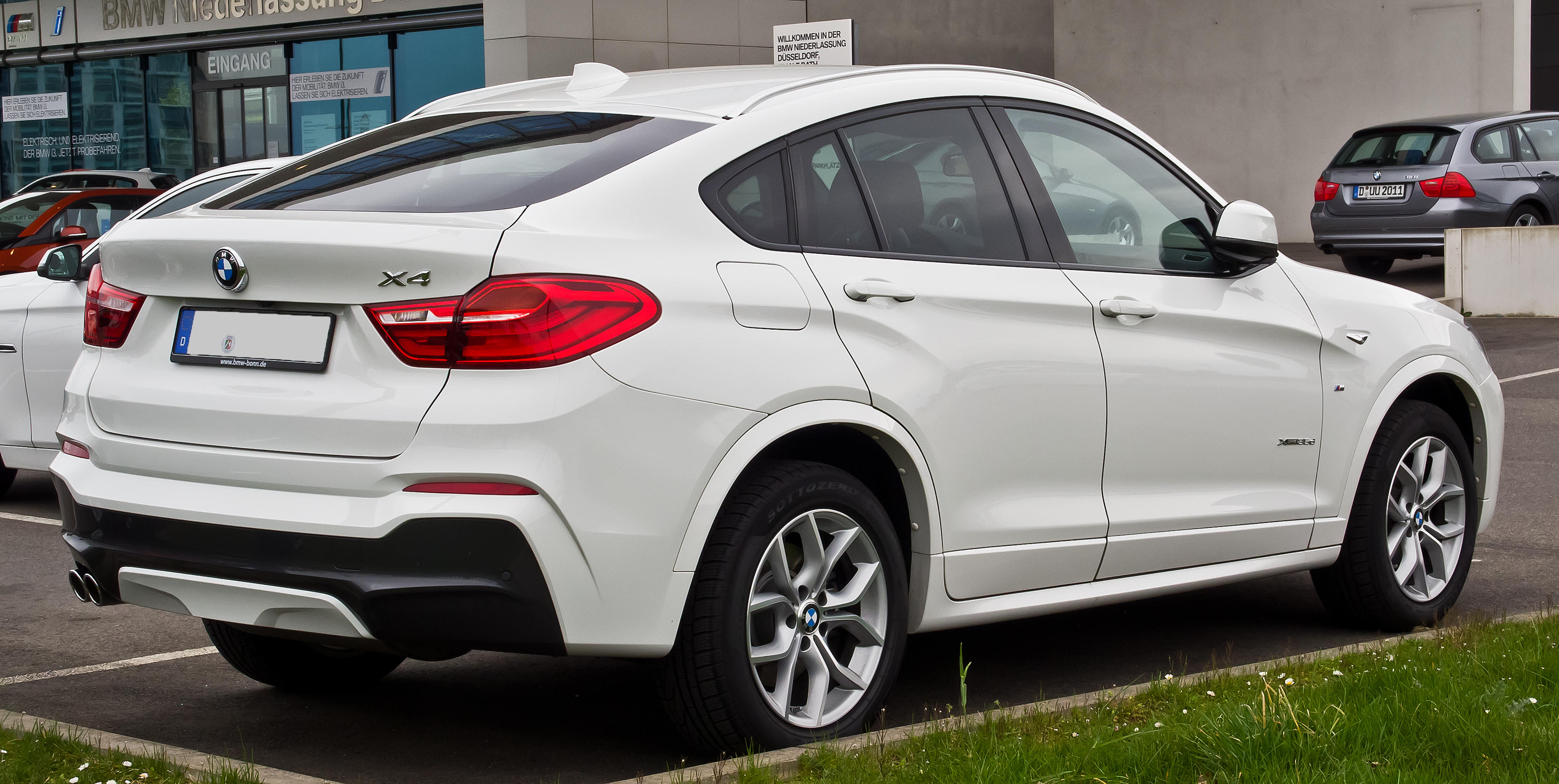
Heckansicht

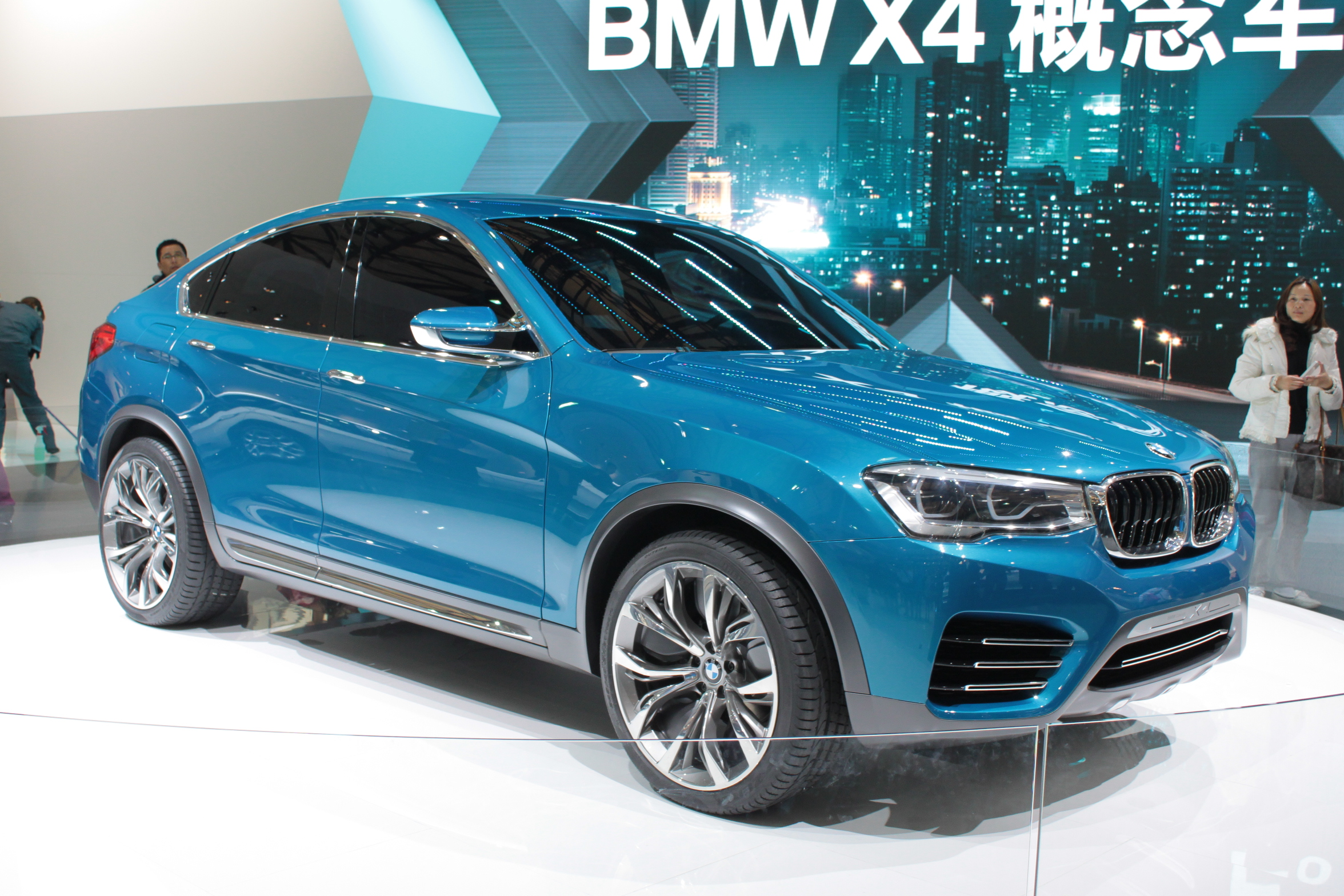
BMW Concept X4 auf der Shanghai Motor Show 2013

Beim BMW X4 (interne Bezeichnung: F26) handelt es sich um ein Crossover-SUV, BMW selbst bezeichnet diese Fahrzeuggattung als SAC (Sports Activity Coupe). Das Konzeptmodell des Mittelklassefahrzeuges, das dem späteren Serienmodell bereits sehr ähnelte, hatte im April 2013 auf der Shanghai Motor Show Premiere, das Serienmodell auf der NYIAS 2014. Er wurde im BMW-Werk Spartanburg und seit 2016 auch im brasilianischen BMW-Werk Araquari gebaut.
Der BMW X4 erweitert die X-Reihe und ist mit dem größeren Bruder, dem BMW X6, das zweite SUV-Coupé vom Hersteller.
Bereits zum Marktstart kündigte BMW an, dass der F26 einen verkürzten Lebenszyklus haben wird, da der BMW F25, auf dem der F26 aufbaut, bei der Markteinführung schon überarbeitet worden war. Im Februar 2018 präsentierte BMW schließlich das Nachfolgemodell G02.

## Karosserie
Der BMW F26 teilt sich die Plattform mit dem BMW F25, jedoch ist das Design des Coupé-SUV nur leicht an den X3 angelehnt. Die Front ähnelt diesem zwar, doch sind die Frontscheinwerfer und auch die Nieren anders, die viel größeren Lufteinlässe sorgen dafür, dass die gesamte Fronteinheit breiter und sportlicher wirkt. Optisch grenzt sich der X4 aber vor allem durch die zweigeteilten Sicken sowie die L-förmigen LED-Rückfahrleuchten vom X3 ab. Im Vergleich zum X3 wirkt der X4 sportlicher und dynamischer, mit ein Grund ist wahrscheinlich auch, dass die Karosserie um 36 Millimeter tiefergelegt und um 14 Millimeter verlängert wurde.

## Innenraum und Ausstattung
Auch im Innenraum basierte vieles auf dem X3, allerdings wurde der Fahrersitz im Vergleich zu diesem um zwei Zentimeter abgesenkt, die dreiteilige Rückbank um drei Zentimeter. Serienmäßig verfügte das Crossover-SUV über das Radio Professional mit iDrive-Controller und einem Zentraldisplay, eine Sportlenkung, LED-Nebelscheinwerfer, Xenon-Scheinwerfer sowie ein Park-Warnsystem. Die Basisausstattung konnte durch die Sonderausstattung xLine ergänzt werden, die mit optischen Stilelementen wie dem Unterfahrschutz und den Seitenschwellern den Offroadcharakter des Crossover-SUV hervorheben sollte, sowie durch das M-Paket, das eher die Sportlichkeit des X4 in den Vordergrund stellte.

## Motoren
Für den BMW X4 waren bei Markteinführung sechs,später sieben verschiedene Motorvarianten verfügbar, drei Dieselmotoren und vier Ottomotoren. In der Basis war der X4 mit einem 2,0-Liter-Turbo-Ottomotor ausgestattet, der 135 kW (184 PS) leistete und zwischen 1250/min und 4500/min ein Drehmoment von 270 Newtonmetern entwickelte. Der leistungsstärkste Motor im X4, der X4 M40i, war ein aufgeladener Reihensechszylinder mit einem Hubraum von 3,0 Litern und 265 kW (360 PS).
Er basierte wie das anfängliche Spitzenmodell xDrive35i, auf dem N55B30 Motor.
Die Basis der Selbstzünder bildete ein Vierzylinder-Turbo-Motor mit einer Leistung von 140 kW (190 PS). Das Spitzenmodell xDrive 35d war mit einem Reihensechszylinder-Biturbo ausgestattet, der 230 kW (313 PS) leistete.
Das maximale Drehmoment von 630 Newtonmetern lag bereits zwischen 1500/min und 2500/min an. Alle BMW X4 waren serienmäßig mit dem Allradantrieb xDrive ausgestattet, das die Antriebskraft flexibel auf die einzelnen Räder verteilt. Zudem verfügte der X4 über einen Schalter, von BMW Fahrerlebnisschalter genannt, über den der Fahrer je nach Anforderung zwischen den Standardeinstellungen für Motor und Getriebe sowie den Einstellungen ECO PRO und Sport wählen konnte.

## Markteinführung und Preise
Das Basismodell mit Ottomotor, der 20i, kostete 46.300 Euro, das im Dezember 2015 erschienene Spitzenmodell, der X4 M40i, kostete 68.400 Euro.
Das Grundmodell der X4 mit Dieselmotoren, der 20d, startete bei 46.000 Euro, der teuerste Diesel, der 35d, bei 60.500 Euro.
(alle Preise gültig für Deutschland)

## Technische Daten
Für den X4 gab es bei Markteinführung drei Otto- sowie drei Dieselmotoren, das Topmodell X4 M40i erschien im Dezember 2015 und basierte wie der xDrive35i auf dem N55B30 Motor. Alle Modelle hatten den Allradantrieb xDrive und eine Achtgang-Automatik serienmäßig, mit Ausnahme des Vierzylinder-Diesel 20d, den es auch mit 6-Gang-Handschaltung gab.
| Kenngrößen                                  | xDrive20i                  | xDrive28i                  | xDrive35i                      | X4 M40i                        | xDrive20d                      | xDrive30d                      | xDrive35d                      |
| ------------------------------------------- | -------------------------- | -------------------------- | ------------------------------ | ------------------------------ | ------------------------------ | ------------------------------ | ------------------------------ |
| Bauzeitraum                                 | 07/2014–03/2018            | 07/2014–03/2018            | 07/2014–03/2018                | 12/2015–03/2018                | 07/2014–03/2018                | 07/2014–03/2018                | 07/2014–03/2018                |
| Motorkenndaten                              |                            |                            |                                |                                |                                |                                |                                |
| Motorbezeichnung                            | N20B20                     | N20B20                     | N55B30                         | N55B30                         | B47D20                         | N57D30                         | N57D30                         |
| Motorart                                    | Ottomotor                  | Ottomotor                  | Ottomotor                      | Ottomotor                      | Dieselmotor                    | Dieselmotor                    | Dieselmotor                    |
| Motorbauart                                 | R4                         | R4                         | R6                             | R6                             | R4                             | R6                             | R6                             |
| Gemischaufbereitung                         | Direkteinspritzung         | Direkteinspritzung         | Common-Rail-Direkteinspritzung | Common-Rail-Direkteinspritzung | Common-Rail-Direkteinspritzung | Common-Rail-Direkteinspritzung | Common-Rail-Direkteinspritzung |
| Motoraufladung                              | Abgasturbolader            | Abgasturbolader            | Abgasturbolader                | Abgasturbolader                | Abgasturbolader                | Abgasturbolader                | Abgasturbolader                |
| Hubraum                                     | 1997 cm³                   | 1997 cm³                   | 2979 cm³                       | 2979 cm³                       | 1995 cm³                       | 2993 cm³                       | 2993 cm³                       |
| max. Leistung bei 1/min                     | 135 kW (184 PS)/ 5000–6250 | 180 kW (245 PS)/ 5000–6500 | 225 kW (306 PS)/ 5800–6400     | 265 kW (360 PS)/ 5800–6000     | 140 kW (190 PS)/ 4000          | 190 kW (258 PS)/ 4000          | 230 kW (313 PS)/ 4400          |
| max. Drehmoment bei 1/min                   | 270 Nm/ 1250–4500          | 350 Nm/ 1250–4800          | 400 Nm/ 1200–5000              | 465 Nm/ 1350–5250              | 400 Nm/ 1750–2500              | 560 Nm/ 1500–3000              | 630 Nm/ 1500–2500              |
| Kraftübertragung                            |                            |                            |                                |                                |                                |                                |                                |
| Antrieb, serienmäßig                        | Allradantrieb              | Allradantrieb              | Allradantrieb                  | Allradantrieb                  | Allradantrieb                  | Allradantrieb                  | Allradantrieb                  |
| Getriebe, serienmäßig                       | 8-Gang-Automatikgetriebe   | 8-Gang-Automatikgetriebe   | 8-Gang-Automatikgetriebe       | 8-Gang-Automatikgetriebe       | 6-Gang-Schaltgetriebe          | 8-Gang-Automatikgetriebe       | 8-Gang-Automatikgetriebe       |
| Getriebe, optional                          | –                          | –                          | –                              | –                              | 8-Gang-Automatikgetriebe       | –                              | –                              |
| Messwerte                                   |                            |                            |                                |                                |                                |                                |                                |
| Leergewicht                                 | 1810 kg                    | 1845 kg                    | 1890 kg                        | 1920 kg                        | 1805 kg [1820 kg]              | 1895 kg                        | 1935 kg                        |
| Höchstgeschwindigkeit                       | 212 km/h                   | 232 km/h                   | 247 km/h                       | 250 km/h                       | 212 km/h                       | 234 km/h                       | 247 km/h                       |
| Beschleunigung, 0–100 km/h                  | 8,1 s                      | 6,4 s                      | 5,5 s                          | 4,9 s                          | 8,0 s                          | 5,8 s                          | 5,2 s                          |
| Kraftstoffverbrauch auf 100 km (kombiniert) | 7,2 l Super                | 7,3 l Super                | 8,3 l Super                    | 8,6 l Super                    | 5,4 l [5,2 l] Diesel           | 5,9 l Diesel                   | 6,0 l Diesel                   |
| CO2-Emission (kombiniert)                   | 168 g/km                   | 169 g/km                   | 193 g/km                       | 199 g/km                       | 143 g/km [138 g/km]            | 156 g/km                       | 157 g/km                       |
| Abgasnorm nach EU-Klassifikation            | Euro 6b                    | Euro 6b                    | Euro 6b                        | Euro 6b                        | Euro 6b                        | Euro 6b                        | Euro 6b                        |